# Leskó László (író)
Leskó László (Újdombóvár, 1943. november 10. – 2001) író, újságíró, tanár.

## Életrajza
1943. november 10-én Újdombóváron született vasutas családban. Általános és középiskolai tanulmányait szülővárosában végezte, a Gőgös Ignác Gimnáziumban érettségizett 1962-ben. Oklevelét 1965-ben szerezte a Kaposvári Tanítóképző Intézetben. 1985-ben elvégezte a Politikai Főiskola művelődéspolitikai szakát. 1962-től az izményi általános iskolában tanított, majd a györei kultúrotthon igazgatója volt.
Első írásai a Tolna Megyei Népújságban jelentek meg. 1969-86 között a Somogyi Néplap főmunkatársa, kulturális rovatvezető, 1986-tól a Szabad Föld főmunkatársa. Művei a Forrás, az Életünk, az Élet és Irodalom, az Új Tükör, a Mozgó Világ, a Dunatáj folyóiratokban jelentek meg. A Magyar Nemzet somogyi tudósítója volt.
Szülőházát emléktábla jelöli (Fő u. 15.).

## Jelentősebb kitüntetései
- Munka Érdemrend bronz fokozata
- Művészeti Alap Nívódíja (1982),
- Táncsics Mihály-díj (1995)

## Művei
- Kaposvár (1971)
- Gammapolison innen (1982)
- Kihűlt lábnyomokon (1987)
- Bolydulás vagy bolydúlás (1995)
- Egyszervolt szenteste (1999)
- Eszközünk a szó (2000)